# کاترین منیگ
کاترین مَنیگ (انگلیسی: Katherine Moennig؛ زادهٔ ۲۹ دسامبر ۱۹۷۷) یک هنرپیشه اهل ایالات متحده آمریکا است.

## گزیدهٔ فیلم‌شناسی

### سینما
- دوست‌پسر مرده من (۲۰۱۶)
- وکیل لینکلن (۲۰۱۱)
- حال همه خوب است (۲۰۰۹)
- گمشده(۲۰۱۲)
- محرمانه مدرسه هنر (۲۰۰۶)
- ساحل خاطرات(۲۰۰۱)

### تلویزیون
- دکستر (۲۰۱۰)
- سی‌اس‌آی: میامی (۲۰۰۸)
- قانون و نظم: واحد قربانیان ویژه (۲۰۰۳)
- قانون و نظم (۲۰۰۱)
- کلمه ال(۲۰۰۴–۲۰۰۹)
- امریکایی‌های جوان(۲۰۰۰)
- ری داناوان(۲۰۱۳)
- three rivers